# Cantonul Hayange
Cantonul Hayange este un canton din arondismentul Thionville, departamentul Moselle, regiunea Lorena, Franța.

## Comune
| Comune            | Populație (1999) | Cod poștal | Cod INSEE |
| ----------------- | ---------------- | ---------- | --------- |
| Hayange           | 15.730           | 57700      | 57306     |
| Ranguevaux        | 767              | 57700      | 57562     |
| Serémange-Erzange | 4.203            | 57290      | 57647     |